# Nephrotoma tigrinoides
Nephrotoma tigrinoides är en tvåvingeart som beskrevs av Alexander 1921. Nephrotoma tigrinoides ingår i släktet Nephrotoma och familjen storharkrankar. Inga underarter finns listade i Catalogue of Life.